# Maciej Manikowski
Maciej Manikowski (ur. 10 października 1966 w Ostrzeszowie) – polski teolog i filozof, absolwent filozofii na Uniwersytecie Wrocławskim, adiunkt w Instytucie Filozofii Uniwersytetu Wrocławskiego.

## Życiorys
Dzieciństwo i wczesną młodość spędził w Ostrzeszowie. Ukończył Liceum Ogólnokształcące im. Marii Curie-Skłodowskiej w Ostrzeszowie. W latach 1981–2001 harcerz, najpierw Związku Harcerstwa Polskiego, a potem Związku Harcerstwa Rzeczypospolitej. Od 1985 roku związany z Wrocławiem. Studia filozoficzne na Uniwersytecie Wrocławskim w latach 1988-1993. Związany zawodowo z Instytutem Filozofii Uniwersytetu Wrocławskiego od roku 1993. W latach 2008–2010 wykładowca przedmiotów filozoficznych w Ewangelikalnej Wyższej Szkole Teologicznej we Wrocławiu. Doktorat z filozofii języka pod kierunkiem prof. Jerzego Krakowskiego obroniony na Wydziale Nauk Społecznych Uniwersytetu Wrocławskiego w roku 1996, habilitacja z zakresu teologii i patrystyki w roku 2003. Indywidualne studia teologiczne w zakresie teologii dogmatycznej, teologii fundamentalnej oraz patrystyki w Katholieke Universiteit Leuven w Belgii.

## Kontrowersje
W 2005 roku wyszło na jaw, że spora część jednego z artykułów Macieja Manikowskiego (opublikowanego w 1996 roku) ma charakter plagiatu (wyimki przepisane z książki Włodzimierza Łosskiego). Manikowski tłumaczył, że brak przypisów spowodowany został dziwaczną usterką techniczną; najpoważniejszą konsekwencją, jaka go spotkała, była nagana. Po latach okazało się, że zapożyczone z cudzych prac fragmenty zdarzały się Manikowskiemu już wcześniej.
Inne wątpliwości budzi doktorat Macieja Manikowskiego. Pierwsza próba doktoryzacji została powstrzymana przez negatywne zdanie opiniujących rozprawę profesorów Jana Woleńskiego i Andrzeja Siemianowskiego. Rok później jednak Manikowski obronił pracę, tym razem, mimo tradycji nakazującej utrzymać w podobnych sytuacjach tych samych recenzentów, recenzowaną przez innych naukowców.

## Publikacje książkowe
- Studia z filozoficznej tradycji chrześcijaństwa (red.) Maciej Manikowski. Wrocław, 1998 ISBN 83-2291-747-3
- Filozofia wczesnochrześcijańska i jej źródła (red.) Maciej Manikowski. Wrocław, 2000 ISBN 83-2292-043-1
- Filozofia w obronie dogmatu. Argumenty antytryteistyczne Grzegorza z Nyssy na tle tradycji. Wrocław, 2002 ISBN 83-8630-864-8
- Pierwsza zasada, świat stworzony i drogi poznania. Pseudo-Dionizy Areopagita – jego filozofia i teologia. Kraków, 2006 ISBN 83-6074-103-4
- Człowiek i świat wokół niego. Studia z filozofii średniowiecznej (red.) Maciej Manikowski. Wrocław, 2008 ISBN 978-83-6073-217-5